# Porto de Nova Iorque

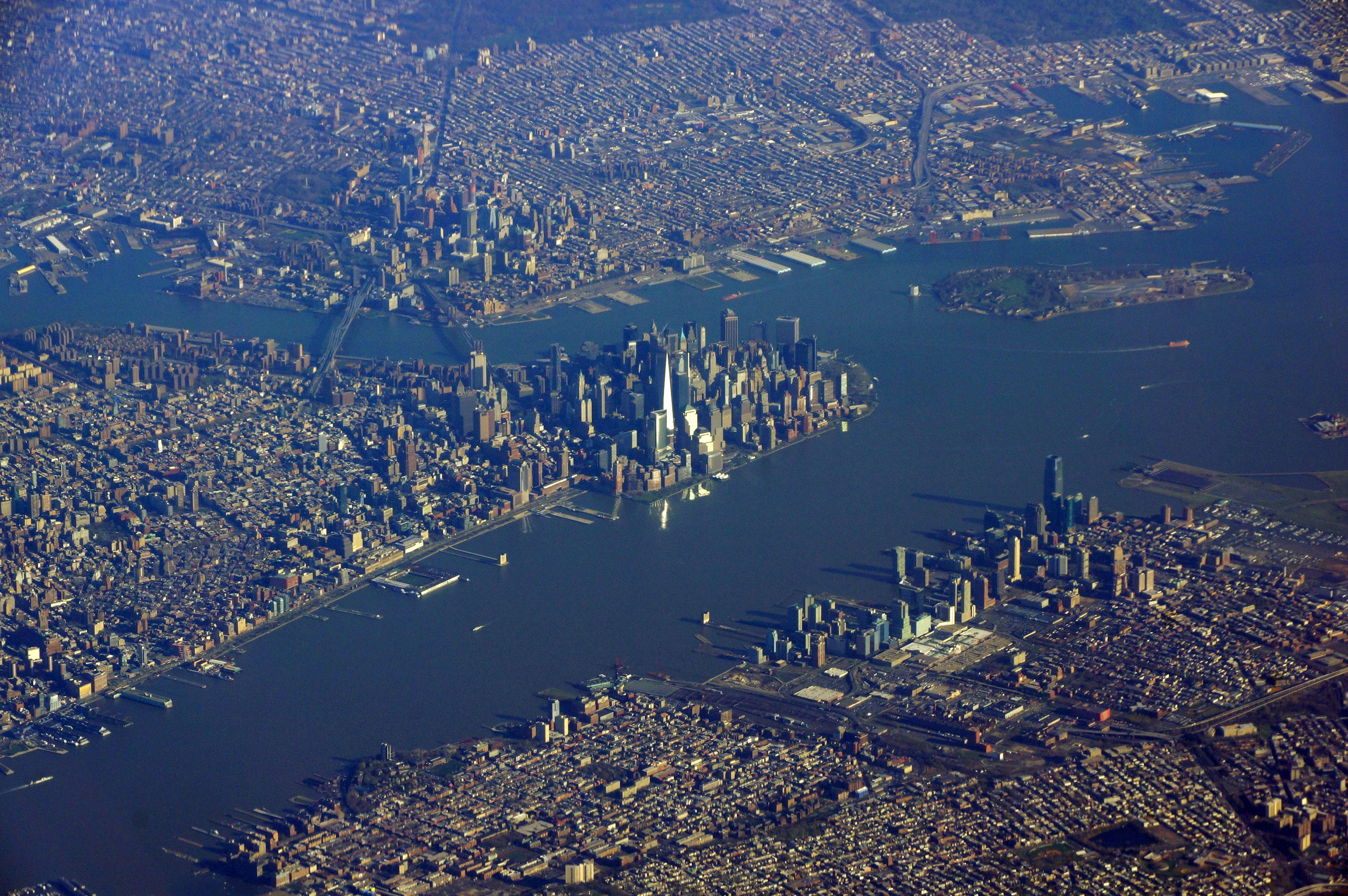
Entrada da Baía de Nova Iorque: Baía Superior e rio Hudson (em primeiro plano), baía de Wallabout e rio East (ao fundo).

O Porto de Nova Iorque, parte do complexo do Porto de Nova Iorque e Nova Jérsia (português europeu) ou Nova Jérsei (português brasileiro), está na foz do rio Hudson, onde deságua na Baía de Nova York e no Oceano Atlântico, na costa leste dos Estados Unidos. É um dos maiores portos naturais do mundo.

## Terminal de contêineres

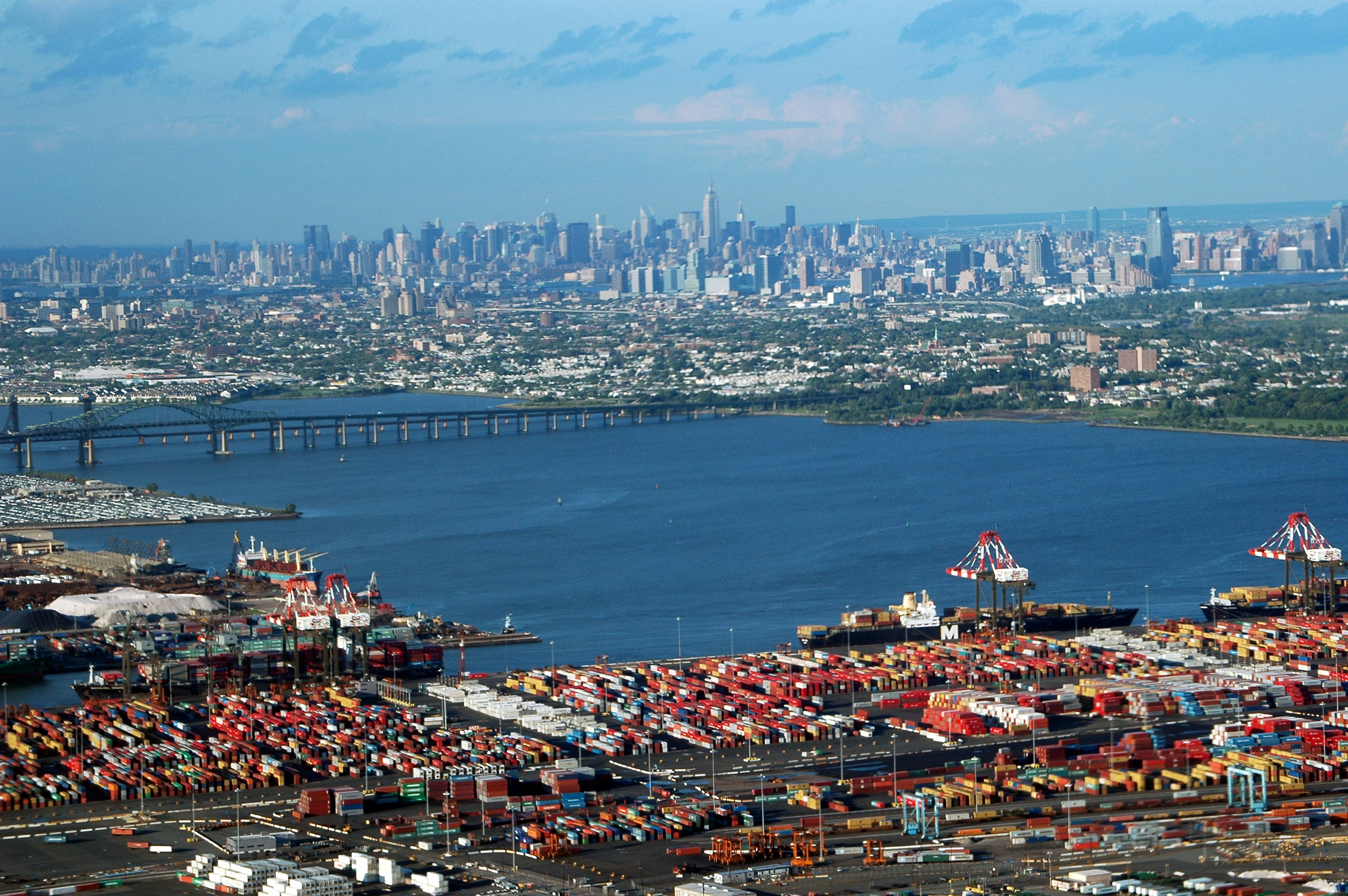
Terminal de contêineres de Newark.

O Porto de Nova Iorque e Nova Jérsei é o maior porto importador de petróleo e o terceiro maior porto de contêineres do país. A atividade comercial do porto da cidade de Nova Iorque, incluindo as orlas dos cinco distritos e cidades vizinhas em Nova Jérsei, desde 1921, foi formalizada sob uma Autoridade Portuária de Nova Iorque e Nova Jérsei. Desde os anos 1950, o porto comercial de Nova Iorque e Brooklyn foi quase completamente eclipsado pelas instalações de contêineres no Terminal Marítimo de Newark-Elizabeth, na Baía de Newark, que é o maior porto da costa leste. O porto diminuiu em importância para viagens de passageiros, mas a Autoridade Portuária ainda opera os três principais aeroportos da Região Metropolitana de Nova Iorque.